# Matisse Thybulle
Matisse Vincent Thybulle (Scottsdale, Arizona, 4 de marzo de 1997) es un baloncestista estadounidense, nacionalizado australiana, que pertenece a la plantilla de los Portland Trail Blazers de la NBA. Con 1,96 metros de estatura, juega en la posición de escolta.

## Trayectoria deportiva

### High School
Thybulle asistió en su etapa de secundaria al Skyline High School en Sammamish, Washington durante dos años, siendo posteriormente transferido al Eastside Catholic de la misma localidad, donde en su última temporada promedió 18,2 puntos y 8,2 rebotes, estando considerado el mejor escolta del estado de Washington.

### Universidad

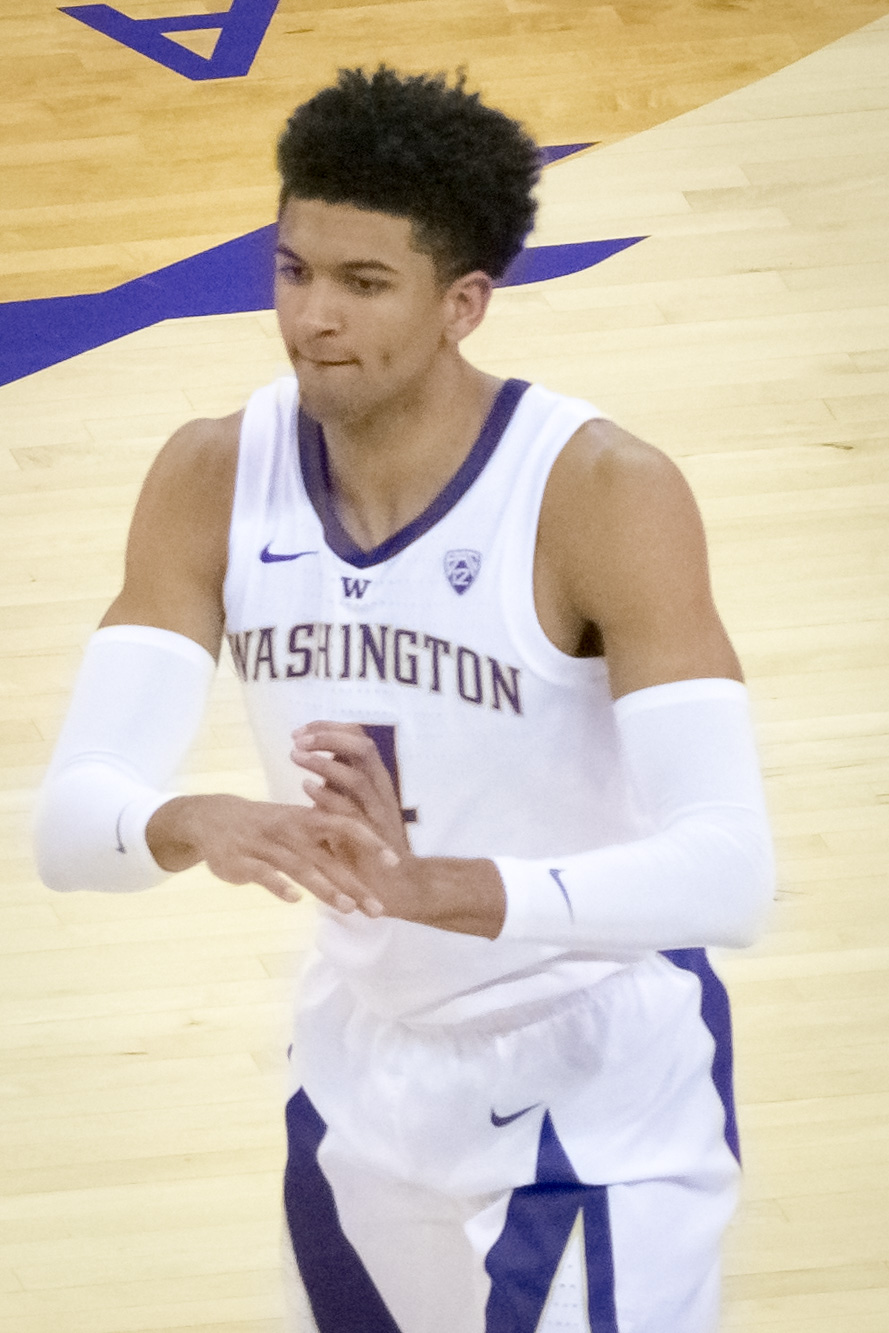
Thybulle con los Huskies.

Jugó cuatro temporadas con los Huskies de la Universidad de Washington, en las que promedió 9,2 puntos, 3,1 rebotes, 2,5 robos, 2,0 asistencias y 1,4 tapones por partido. Fue elegido Defensor del Año de la Pac-12 Conference en 2018 y 2019, e incluido en el mejor quinteto de la conferencia en su última temporada, en la que acabó como el líder de robos de balón de la División I de la NCAA.
Batió el récord de su conferencia de balones robados que poseía Jason Kidd, dejándolo en 126, y también el de robos en toda la carrera que tenía Gary Payton, dejándolo en 331. Promedió 3,5 robos y 2,3 tapones en su último año, siendo uno de los tres únicos jugadores en la NCAA en lograrlo en los últimos 20 años, junto a Shane Battier (1999–2000 y 2000–01) de Duke y Nerlens Noel (2012–13) de Kentucky. Por todo ello recibió el Premio Naismith al Mejor Jugador Defensivo del Año y el Premio Lefty Driesell.

#### Estadísticas
|  | Líder de la Division I de la NCAA |

| Año     | Equipo     | PJ  | PT  | MPP  | %TC  | %3P  | %TL  | RPP | APP | ROB | TPP | PPP  |
| ------- | ---------- | --- | --- | ---- | ---- | ---- | ---- | --- | --- | --- | --- | ---- |
| 2015–16 | Washington | 34  | 34  | 24.1 | .397 | .366 | .714 | 3.2 | 1.6 | 1.1 | .9  | 6.2  |
| 2016–17 | Washington | 31  | 31  | 29.9 | .448 | .405 | .841 | 3.1 | 1.8 | 2.1 | .7  | 10.5 |
| 2017–18 | Washington | 34  | 33  | 32.3 | .445 | .365 | .714 | 2.9 | 2.6 | 3.0 | 1.4 | 11.2 |
| 2018–19 | Washington | 36  | 36  | 31.1 | .415 | .305 | .851 | 3.1 | 2.1 | 3.5 | 2.3 | 9.1  |
| Total   | Total      | 135 | 134 | 29.4 | .429 | .358 | .782 | 3.1 | 2.0 | 2.4 | 1.4 | 9.2  |

### Profesional
Fue seleccionado por Boston en la vigésima posición del draft de 2019, y posteriormente traspasado a Philadelphia. Disputó 65 encuentros, 14 de ellos como titular, llegando a anotar 20 puntos ante Toronto Raptors el 8 de diciembre de 2019.
En su tercera temporada, se hace un hueco en el quinteto titular, llegando a disputar 66 partidos saliendo en 50 de ellos como titular, y llegando a anotar 15 puntos ante Sacramento Kings el 22 de noviembre de 2021. Al término de la temporada fue incluido en el segundo mejor quinteto defensivo de la liga.
Durante su cuarto año en Philadelphia, el 9 de febrero de 2023 es traspasado a Portland Trail Blazers, en un intercambio entre cuatro equipos.
El 5 de julio de 2023 acepta una oferta de Dallas Mavericks para un contrato por tres años y $33 millones. Pero al día siguiente Portland iguala la oferta y en jugador se queda con los Blazers.
En junio de 2025 decide aceptar su opción de jugador y extiende su contrato con los Blazers por una temporada y $11,5 millones.

## Selección nacional
En verano de 2021, fue parte de la selección absoluta australiana que participó en los Juegos Olímpicos de Tokio 2020, que ganó la medalla de bronce.
Durante agosto y septiembre de 2023 fue integrante de la selección de Australia que participó en el Mundial de 2023 celebrado en Asia, y que finalizó en décimo lugar.

## Estadísticas de su carrera en la NBA

### Temporada regular
| Año     | Equipo       | PJ  | PT  | MPP  | %TC  | %3P  | %TL  | RPP | APP | ROB | TPP | PPP |
| ------- | ------------ | --- | --- | ---- | ---- | ---- | ---- | --- | --- | --- | --- | --- |
| 2019-20 | Philadelphia | 65  | 14  | 19.8 | .423 | .357 | .610 | 1.6 | 1.2 | 1.4 | .7  | 4.7 |
| 2020-21 | Philadelphia | 65  | 8   | 20.0 | .420 | .301 | .444 | 1.9 | 1.0 | 1.6 | 1.1 | 3.9 |
| 2021-22 | Philadelphia | 66  | 50  | 25.5 | .500 | .313 | .791 | 2.3 | 1.1 | 1.7 | 1.1 | 5.7 |
| 2022-23 | Philadelphia | 49  | 6   | 12.1 | .431 | .333 | .750 | 1.3 | .5  | .9  | .3  | 2.7 |
| 2022-23 | Portland     | 22  | 22  | 27.7 | .438 | .388 | .625 | 3.5 | 1.4 | 1.7 | .8  | 7.4 |
| 2023-24 | Portland     | 65  | 19  | 22.9 | .397 | .346 | .759 | 2.1 | 1.4 | 1.7 | .8  | 5.4 |
| 2024-25 | Portland     | 15  | 5   | 20.8 | .477 | .438 | .467 | 3.5 | 1.9 | 2.2 | .6  | 7.5 |
| Total   | Total        | 357 | 124 | 20.9 | .438 | .343 | .661 | 2.0 | 1.1 | 1.6 | .8  | 4.9 |

### Playoffs
| Año   | Equipo       | PJ | PT | MPP  | %TC  | %3P  | %TL  | RPP | APP | ROB | TPP | PPP |
| ----- | ------------ | -- | -- | ---- | ---- | ---- | ---- | --- | --- | --- | --- | --- |
| 2020  | Philadelphia | 4  | 1  | 18.8 | .429 | .250 | —    | 1.8 | .5  | .8  | .3  | 1.8 |
| 2021  | Philadelphia | 12 | 1  | 18.3 | .481 | .324 | .400 | 1.4 | .3  | 1.3 | .9  | 5.3 |
| 2022  | Philadelphia | 9  | 0  | 15.2 | .458 | .286 | .333 | 1.0 | .4  | .8  | .8  | 3.0 |
| Total | Total        | 25 | 2  | 17.3 | .470 | .308 | .375 | 1.3 | .4  | 1.0 | .8  | 3.9 |